# Перехресне множення
Перехресне множення — спосіб спрощення рівняння або метод визначення значення змінної, що застосовується в математиці, особливо в елементарній арифметиці та елементарній алгебрі, коли рівняння становить два дроби або раціональні вирази.

## Приклад
Дане рівняння наступного вигляду:
{\displaystyle {\frac {a}{b}}={\frac {c}{d}}}
(де b і d не дорівнюють нулю), до нього можна застосувати перехресне множення аби отримати:
{\displaystyle ad=bc\qquad } або {\displaystyle \qquad a={\frac {bc}{d}}.}
В Евклідовій геометрії подібний розрахунок може здійснюватися, якщо розглядати ці співвідношення як подібність трикутників.